# فرانك فريتاس
فرانك فريتاس (بالإنجليزية: Frank Freitas)‏ هو لاعب اتحاد الرغبي نيوزلندي، ولد في 23 فبراير 1901 في هوكيتيكا ‏ في نيوزيلندا، وتوفي في 10 أبريل 1968 في ويلينغتون في نيوزيلندا.